# 奥列格·斯温丘克
奥列格·阿纳托利耶维奇·斯温丘克（烏克蘭語：Олег Анатолійович Свинчук，1993年9月12日—2022年3月8日），乌克兰第14独立机械化旅坦克驾驶员，2022年3月8日在基辅州马卡里夫驾驶坦克与俄军激战时，被俄军反坦克导弹击中，战死殉国，年仅28岁。

## 生平
斯温丘克出生在沃伦州柳博姆利區的貝雷日齊村落，2015年6月加入乌克兰军队，服役到2016年11月24日。2021年3月25日，斯温丘克接受征召重返军队，在第14独立机械化旅任坦克驾驶员。2022年俄罗斯入侵乌克兰初期，斯温丘克随军防卫北部边境，与俄军作战。
2022年3月，乌军在基辅州发动反攻，斯温丘克驾驶坦克与俄军在马卡里夫村爆发激烈战斗。斯温丘克在激战中击毁了6辆俄军坦克，但是随后被俄军反坦克导弹击中，与同行的两名战友壮烈殉国，时年28岁。
斯文丘克死后，乌克兰总统泽连斯基追授他乌克兰英雄荣誉称号。